# Собор Святого Володимира (Стемфорд, Коннектикут)
Володимирський Собор — це український католицький собор, розташований у Стамфорді, штат Коннектикут. Юрисдикція Стемфордської єпархії УГКЦ. Парафія була створена у 1916 році, а цегляна будівля церкви, у неороманському стилі, була завершена у 1957 році.

## Зовнішні посилання
- https://www.facebook.com/pages/St-Vladimirs-Cathedral-Stamford-Connecticut/766870130008248
- https://catholicmasstime.org/church/st-vladimirs-cathedral/4920/ [Архівовано 30 жовтня 2020 у Wayback Machine.]
- https://www.catholicdirectory.com/stamford/church/st-vladimir-cathedral

 Вікісховище має мультимедійні дані за темою: Собор Святого Володимира (Стемфорд, Коннектикут)